# Finanční zajištění
Finanční zajištění (podle zák. č. 408/2010 Sb. o finančním zajištění) je zvláštní forma zajištění závazku, blízká zástavnímu právu a zajišťovacímu převodu práva, kterou se zajišťují finanční závazky mezi osobami na finančním trhu. Podstatou speciální úpravy je umožnění jednoduší a rychlejší realizace zajištění (jejího zpeněžení) pro potřeby finančního trhu. Může vzniknout pouze na základě smlouvy (§ 8), mezi osobami se zvláštním vztahem k finančnímu trhu (§ 7), může zajišťovat pouze závazky z finančního trhu (§ 6) a předmět zajištění mohou být pouze finanční nástroje nebo peníze (§ 5).  
Finanční zajištění je harmonizováno na úrovni Evropské unie.